# 曹文凱
曹文凱（英語：Victor Joseph Dzau，1945年10月23日—）是一名华裔美国医生，担任隶属于美国国家科学院的美国国家医学院（前身为医学研究所）院长 ，从2014年7月1日开始为期六年的任期，成為美國國家級學院第一位華裔院長。

## 生平
曹文凱出生于上海，他的父亲拥有一家化学制造公司。但是1940年代末由于国共内战影响，他和他的家人迁居香港，並入讀聖若瑟書院。曹元凱后来又辗转加拿大，他在位于魁北克蒙特利尔的麦吉尔大学医学院获醫學士。
曹文凱是哈佛醫學院医学理论与实践的Hersey教授，以及哈佛医学院布萊根婦女醫院的医学主席，以及斯坦福大学医学系主任。
之后，他还在杜克大学担任卫生事务主管，并在杜克大学医学中心担任总裁兼首席执行官。
曹文凱是詹姆斯·B·杜克大学教授医学教授。他当时当选为当时的医学研究所（现为美国国家医学院）的主席。
他是美国国家医学院、美國文理科學院和欧洲文理科學院的院士。
他曾担任美国國立衛生研究院 (美國)（NIH）心血管疾病咨询委员会的前任主席，并曾担任NIH主任咨询委员会成员。 Dzau博士通过他在心血管医学和遗传学方面的开创性研究，他在血管医学学科方面的开创性以及他在医疗保健创新方面的领导地位，对医学产生了重大影响。

## 奖项
- 八个荣誉博士学位；
- 2004年被任命为美国心脏协会的杰出科学家；
- 2004年获得最大节酱（英语：Max Delbrück Medal）, 德国, 柏林；
- 2005年获得埃利斯岛荣誉勋章（英语：Ellis Island Medal of Honor）；
- 2012年获得亨利弗赖森国际奖（Henry Freisen International Prize）；
- 2014年他获得新加坡总统颁发的公共服务奖章（Public Service Medal from the President of Singapore）。

## 家庭
曹文凱的妻子露絲（Ruth）是The Second Step的总裁，The Second Step是一家非营利性慈善组织，为家庭暴力受害者提供住房和跨国计划。 他们有两个女儿，杰奎琳（Jacqueline）和梅丽莎（Merissa）。Dzau是犹太人，是北美犹太人联盟的荣誉榜，并在联邦的Ignite会谈中发表过演讲。